# Luís I, Príncipe de Condé
Luís I de Bourbon, Príncipe de Condé (em francês:  Louis de Bourbon; Vendôme, 7 de maio de 1530 — Jarnac, 13 de março de 1569) foi um proeminente líder huguenote e general, o fundador da Casa de Condé, um ramo cadete da Casa de Bourbon.

## Vida
Nascido em Vendôme, ele foi o quinto filho de Carlos de Bourbon, duque de Vendôme, e o irmão mais novo de António de Bourbon, que se casou com Joana d'Albret, rainha de Navarra, seu filho, o sobrinho de Condé, tornou-se Henrique IV de França.
Em 1551, casou com Leonor de Roye (1536-1564), herdeira de Carlos de Roye, Conde de Roucy, que havia se casado com Madelena de Maillé, a meia-irmã de Gaspar II de Coligny. Ela trouxe como dote o castelo e pequena cidade de Conti-sur-Selles, a sudoeste de Amiens, que passaria a seu filho mais novo, progenitor dos príncipes de Bourbon-Conti.
- Henrique de Bourbon, Príncipe de Condé (n. 1552)
- Margarida de Bourbon (n. 8 de novembro de 1556);
- Carlos de Bourbon (n. 3 de novembro de 1557);
- Francisco de Bourbon, Príncipe de Conti (n. 19 de agosto de 1558);
- Carlos de Bourbon, Cardeal, Arcebispo de Ruão (n. 30 de março de 1562);
- Luís de Bourbon (n. 30 de março de 1562);
- Madalena de Bourbon (n. 7 de outubro de 1563);
- Catarina de Bourbon (n. 1564)

Em 8 de novembro de 1565 casou-se com Francisca de Orleães, Mademoiselle de Longueville, e teve mais filhos:
- Carlos de Bourbon, Conde de Soissons (n. 3 de novembro de 1566);
- Luís de Bourbon (n. 1567);
- Benjamin de Bourbon (n. 1569).

Ele supostamente teve um filho com sua amante Isabel de Limeuil, que serviu como dama de honra de Catarina de Médici e foi membro de seu grupo notório de espiãs femininas conhecidas na corte francesa como o "Flying Squadron". Ele vigorosamente negou a paternidade para grande desgosto de Isabel.